# Samson François
Pour les articles homonymes, voir François.
Répertoire
- Concerto en sol de Ravel
- Concerto pour la main gauche de Ravel

Samson François, né le 18 mai 1924 à Francfort-sur-le-Main et mort le 22 octobre 1970 à Paris, est un pianiste français.
Il est connu pour sa maîtrise du répertoire classique, romantique et contemporain, en particulier pour ses interprétations de Ravel, Debussy, Chopin (dont il a enregistré des quasi-intégrales), Schumann ou Prokofiev. Samson François est aussi un grand amateur de jazz et un polyglotte, parlant anglais, italien, allemand, serbe et français.

## Biographie

### Jeunesse et formation
Son père travaillant comme clerc au Consulat de France à Francfort-sur-le-Main, Samson François naît en Allemagne et est prénommé par sa mère, Rose : Samson, pour la force, et Pascal, pour l'esprit. Durant son enfance, il vivra ici ou là à travers l'Europe, au gré des mutations professionnelles de son père. Il commence le piano à l'âge de deux ans et, d'après ses déclarations, sujettes à caution, étudie en Italie avec Pietro Mascagni, qui l'aurait encouragé à donner son premier concert à six ans : un concerto de Mozart sous la direction du compositeur italien. Ensuite, avec Cyril Licar, qui lui présente des compositions de Béla Bartók, il étudie au conservatoire de Belgrade où il obtient le premier prix. Après des études de 1932 à 1935 au Conservatoire de Nice, où il obtient également le premier prix, il attire l'attention d'Alfred Cortot, qui l'encourage à aller à Paris étudier avec Yvonne Lefébure à l'École normale de musique. Il complète également son apprentissage avec Cortot (qui dira de lui qu'il était presque impossible de lui apprendre quelque chose), et étudie l'harmonie avec Nadia Boulanger. En 1938 il rejoint le Conservatoire de Paris, où il a pour maître Marguerite Long et où il obtient le premier prix en 1940.

### Carrière
En 1943 il est le premier lauréat du concours Long-Thibaud et commence une carrière « étincelante », devenant alors « le plus remarquable représentant de l'école française du piano ».
Après la guerre, durant laquelle il donne plusieurs concerts organisés par le producteur britannique Walter Legge, dans des usines et camps militaires en Angleterre, il entreprend régulièrement des tournées à travers l'Europe. En 1947 il donne ses premiers concerts aux États-Unis, où il rencontre un grand succès, notamment à New York, où il joue le Concerto pour piano no 5 en sol majeur de Prokofiev sous la direction de Leonard Bernstein. Il y reviendra en 1959, jouant au Carnegie Hall, également avec Bernstein. Il se produit alors un peu partout dans le monde et sera notamment le premier pianiste occidental à être invité en URSS en 1956, et par la Chine populaire, en 1964.
Le 4 février 1959, Samson François est l'invité vedette de la première émission de Discorama, émission télévisée de l'ORTF produite par Denise Glaser.

### Vie privée
En 1955, il épouse Josette Bhavsar (1930-2011), fille d'un diamantaire indien vivant surtout en Europe, attachée de presse auprès du service musical de la Radio jusqu'à l'éclatement de l'ORTF en 1974. Malgré leur divorce dans les années soixante, Josette Bhavsar ne cesse après la mort de son mari d'honorer la mémoire du pianiste, en créant une Fondation Samson François, afin notamment de venir en aide aux jeunes talents du piano, pour lesquels elle avait doté un prix au Concours d'Orléans.
De leur union naît un fils unique, Maximilien (1955-2013), auteur d'un livre sur son père, dont le sous-titre Histoires de mille vies fait allusion à une déclaration du pianiste qui proclamait : « Je n'ai pas une, mais mille vies ».

### Mort
Il avait été victime d'une crise cardiaque en plein concert, un jour de 1968. Dédaignant de se soigner, il est à nouveau frappé d'un infarctus à Paris, le 22 octobre 1970, et meurt le jour même après avoir été transporté d'urgence à l'Hôtel-Dieu,. N'ayant pas pu enregistrer les Études, livre I, il n'a pas terminé son intégrale de l'œuvre pour piano de Debussy, enregistrée de 1968 à 1970 pour la firme EMI.

## Postérité
Samson François laisse l'image d'un pianiste à la vie mouvementée, adepte des sorties nocturnes et des clubs de jazz, abusant de l'alcool, du tabac et des drogues, conjuguant une carrière extrêmement active et nomade avec une vie conjugale tourmentée. Ces frasques lui valent une réputation, plus ou moins justifiée et largement amplifiée, de fantasque, bien que son jeu pianistique finisse par se ressentir de ce goût pour « l'aventure », l'imprévisible et la liberté, « ses interprétations [étant] de véritables recréations où alternent des moments de pur génie et des instants de grave laisser-aller (notamment vers la fin de sa vie) ». À rebours des précautions, son style extravagant et passionné s'accommodant mal des rigueurs de la discipline et de certaines indications dans les partitions, il apparaissait volontiers comme un « artiste vivant dangereusement l'instant présent », donnant « le sentiment que [son] interprétation est comme improvisée sur le vif ».

## Style et répertoire
La discographie et le souvenir de Samson François restent comme ceux d'un interprète réputé de Chopin, en particulier des Études, des Nocturnes, des Préludes et des Concertos ; sa carrière est également indissociable de compositeurs tels que Schumann (Études symphoniques, Concerto, Papillons), Ravel (Gaspard de la Nuit, Le Tombeau de Couperin, Sonatine, Concerto en sol, Concerto pour la main gauche), Debussy ou encore Prokofiev.
Héritier de ce que l'on a appelé l'« école française » du piano, Samson François privilégiait avant tout la performance scénique, et un travail aussi libre que profond sur la sonorité, en particulier dans le registre romantique, ainsi que chez Debussy, mais dans une moindre mesure, bien que ses enregistrements de ce compositeur demeurent encore aujourd'hui une référence. Samson François s'inscrit à l'opposé de pianistes postérieurs, tels que Maurizio Pollini, qui choisirent de privilégier une certaine objectivité du texte, au détriment de la liberté d'interprétation qu'il avait héritée d'Alfred Cortot.

« Toute ma conception de la musique a toujours été plus ou moins sentimentale. Je ne pense pas être porteur de messages, j’aime la musique par amour, tout bêtement et sans me poser de questions[réf. nécessaire]. »

Ses interprétations sont souvent marquées par une atmosphère romantique non dénuée de climats nocturnes et angoissés, mais surtout par une originalité, voire extravagance peu commune, comme la marque d'un artiste indépendant, intuitif et revendiquant les libertés pianistiques qu'il s'autorisait : 

« un génie en perpétuel mouvement dont l'esprit libre suscita toujours un mélange fluctuant de critique et — en particulier dans son propre pays, la France — d'adoration. Artiste éminemment intuitif, il cultivait non seulement la controverse mais croyait fondamentalement au frisson et à l'atmosphère du moment, ce qui rendait ses prestations superbement imprévisibles […] François réussissait non seulement à rendre acceptable les changements les plus extravagants mais à les rendre également irrésistibles […] sous le charme envoûtant d'un jeu pianistique d'un incomparable charisme ».

Il a composé quelques œuvres : Concerto pour piano et orchestre (1951), Magies noires et plusieurs musiques de films, dont celles de Paris féerie, Ballade pour un voyou (1963).

## Discographie sélective
Outre de multiples récitals, on peut citer les enregistrements suivants :
Ludwig van Beethoven
- Sonates no 8, no 14 et no 23 (1955 et 1963)

Frédéric Chopin
- Ballades, Scherzos (1954-1955, EMI)
- 51 Mazurkas (1956, EMI)
- Impromptus (1957, EMI)
- Études (1958 et 1966, EMI)
- Préludes (1959, EMI)
- 14 Valses (1963, EMI)
- Sonate pour piano no 2 en si bémol mineur et Sonate pour piano no 3 en si mineur (1964, EMI)
- Nocturnes (1966, EMI)
- Concerto pour piano et orchestre no 1 en mi mineur et Concerto pour piano et orchestre no 2 en fa mineur, avec l'Orchestre National de l'Opéra de Monte Carlo dirigé par Louis Frémaux (1967, EMI)

Claude Debussy
- Œuvres pour piano (1968-1970, EMI)

Gabriel Fauré
- Premier quatuor en ut majeur, 6e Nocturne, 2e Impromptu, avec le Quatuor Bernède (1969, EMI)

Franz Liszt
- Rhapsodies hongroises (1953-1954, Trianon – TRI 33 138)
- Concerto pour piano et orchestre no 1 en mi bémol majeur et Concerto pour piano et orchestre no 2 en la majeur, avec l'Orchestre Philharmonia dirigé par Constantin Silvestri (1960, EMI)

Sergueï Prokofiev
- Troisième concerto, avec l'Orchestre Philharmonia dirigé par Witold Rowicki (1953)
- Sonate pour piano no 7 en si bémol majeur (1961)
- Cinquième concerto, avec l'Orchestre Philharmonia dirigé par Witold Rowicki (1963)

Maurice Ravel
Concerto en sol, Concerto pour la main gauche, Gaspard de la Nuit, avec l'Orchestre de la Société des concerts du Conservatoire dirigé par André Cluytens (1959 et 1967, EMI)
- L'œuvre pour piano seul (1967, EMI)

Robert Schumann
- Études symphoniques, Papillons, Carnaval (1955-1956)
- Concerto pour piano en la mineur, avec l'Orchestre national de la Radiodiffusion française dirigé par Paul Kletzki (1958, EMI)

Certaines éditions compilent plusieurs enregistrements :  
- Les Introuvables de Samson François, coffret de 8 CD (1990, EMI) ;
- Samson François. L'édition intégrale de tous ses enregistrements (entièrement remasterisés), coffret de 36 CD (2010, EMI) ;
- Samson François. Complete Recordings, coffret de 54 CD + 1 DVD (2020, Erato / Warner Classics).

### En concert
- Au Festival de Strasbourg en 1959
- Avec l'Orchestre municipal de Strasbourg sous la direction de Louis Martin en juin 1961[16].

## Filmographie
- 1951 : Édouard et Caroline de Jacques Becker : interprète des morceaux de piano de Daniel Gélin
- 1963 : Ballade pour un voyou de Claude-Jean Bonnardot : compositeur de la bande originale